# Manuela Groß
Manuela „Manja” Groß, po mężu Leupold (ur. 29 stycznia 1957 w Berlinie Wschodnim) – niemiecka łyżwiarka figurowa, startująca w parach sportowych z Uwe Kagelmannem. Dwukrotna brązowa medalistka olimpijska z Sapporo (1972) i Innsbrucka (1976), dwukrotna brązowa medalistka mistrzostw świata (1973, 1975), dwukrotna brązowa medalistka mistrzostw Europy (1972, 1975) oraz trzykrotna mistrzyni kraju (1971, 1972, 1974). Po zakończeniu kariery amatorskiej została trenerką łyżwiarską w SC Berlin.
Groß / Kagelmann byli pierwszą parą sportową, która w międzynarodowych zawodach wykonała podwójnego wyrzucanego axla i potrójnego wyrzucanego lutza (prawdopodobnie drugi ze skoków nie był wylądowany, gdyż para nie jest wymieniana w oficjalnych statystykach).

## Osiągnięcia
Z Uwe Kagelmannem
| Zawody               | 68–69          | 69–70          | 70–71          | 71–72          | 72–73          | 73–74          | 74–75          | 75–76          |                |                |                |                |                |                |                |                |                |
| Międzynarodowe       | Międzynarodowe | Międzynarodowe | Międzynarodowe | Międzynarodowe | Międzynarodowe | Międzynarodowe | Międzynarodowe | Międzynarodowe | Międzynarodowe | Międzynarodowe | Międzynarodowe | Międzynarodowe | Międzynarodowe | Międzynarodowe | Międzynarodowe | Międzynarodowe | Międzynarodowe |
| -------------------- | -------------- | -------------- | -------------- | -------------- | -------------- | -------------- | -------------- | -------------- | -------------- | -------------- | -------------- | -------------- | -------------- | -------------- | -------------- | -------------- | -------------- |
| Igrzyska olimpijskie |                |                |                | 3              |                |                |                | 3              |                |                |                |                |                |                |                |                |                |
| Mistrzostwa świata   |                | 7              | 4              | 4              | 3              | 4              | 3              | 4              |                |                |                |                |                |                |                |                |                |
| Mistrzostwa Europy   | 7              | 7              | 4              | 3              | 4              | 4              | 3              | 4              |                |                |                |                |                |                |                |                |                |
| Blue Swords          |                | 2              | 1              |                | 1              | 1              | 2              | 1              |                |                |                |                |                |                |                |                |                |
| Krajowe              |                |                |                |                |                |                |                |                |                |                |                |                |                |                |                |                |                |
| Mistrzostwa NRD      | 2              | 2              | 1              | 1              |                | 1              | 2              | 2              |                |                |                |                |                |                |                |                |                |